# Goran Kasum
Goran Kasum (ur. 22 czerwca 1966 w Bitoli) – zapaśnik socjalistycznej, a potem federalnej republiki Jugosławii, walczący w stylu klasycznym. Trzykrotny olimpijczyk. Piąty w Seulu 1988; szósty w Barcelonie 1992 i osiemnasty w Atlancie 1996. Startował w kategorii 82 – 90 kg.
Brązowy medalista mistrzostw świata w 1990 i 1991. Trzeci na mistrzostwach Europy w 1992. Triumfator igrzysk śródziemnomorskich w 1991 roku.